# Ed Lauter
Edward Matthew (Ed) Lauter II (Long Beach (New York), 30 oktober 1938 – Los Angeles (Californië), 16 oktober 2013), was een Amerikaans acteur.

## Biografie
Lauter heeft gestudeerd aan de Long Island University in Nassau County (New York) met een beurs en heeft daar zijn bachelor of arts gehaald in Engels. Tijdens zijn studie speelde hij honkbal, American football en basketbal. Na zijn studietijd heeft hij twee jaar gediend in United States Army. Voordat hij begon met acteren heeft hij gewerkt als stand-upkomiek. 
Lauter begon met acteren in het theater, hij maakte in 1968 zijn debuut op Broadway met het toneelstuk The Great White Hope. Hierna speelde hij nog eenmaal op Broadway, in 1986 speelde hij in het toneelstuk The Front Page.
Lauter begon in 1971 met acteren voor televisie in de televisieserie Mannix. Hierna heeft hij nog meer dan 200 rollen gespeeld in televisieseries en films.
Lauter is in het verleden vier keer getrouwd geweest en was vanaf 2006 getrouwd met Mia. Hij heeft vier kinderen.

## Filmografie (selectie)
- French Connection II (1975)
- Police Story (1976)
- Family Plot (1976)
- King Kong (1976)
- Death Hunt (1981)
- Eureka (1983)
- Cujo (1983)
- Finders Keepers (1984)
- Girls Just Want to Have Fun (1985)
- Real Genius (1985)
- Death Wish 3 (1985)
- Raw Deal (1986)
- The Rocketeer (1991)
- Star Trek: The Next Generation (1992)
- True Romance (1993)
- Trial by Jury (1994)
- Thirteen Days (2000)
- Not Another Teen Movie (2001)
- ER (1998-2002)
- Seabiscuit (2003)
- The Longest Yard (2005)
- Seraphim Falls (2006)
- The Number 23 (2007)
- The Artist (2011)

- Biblioteca Nacional de España: XX1490539
- Bibliothèque nationale de France: cb140275931 (data)
- Gemeinsame Normdatei: 1043092617
- International Standard Name Identifier: 0000 0000 0146 3737
- Library of Congress Control Number: n85199279
- Nationale Bibliotheek van Israël: 987007361325005171
- Nationale Bibliotheek van Polen: a0000001740286
- SNAC: w6h137tm
- Système universitaire de documentation: 157466078
- Virtual International Authority File: 306340514
- WorldCat: E39PBJrrtXgHBJpk64HM4qV6Kd